# Anne of Gloucester
Lady Anne von Gloucester (auch Anne of Woodstock; * 30. April 1383; † 16. Oktober 1438) war eine englische Adlige und durch Ehe Countess of Stafford.

## Leben
Annes Eltern waren Thomas of Woodstock, 1. Duke of Gloucester, Sohn König Eduards III., und Eleanor de Bohun, Ururenkelin König Eduards I. Sie wurde in Pleshey in Essex getauft. Ihr Onkel, John of Gaunt, ordnete in Bezug auf dieses Ereignis verschiedene Zahlungen an.
Aufgrund ihrer Abstammung und des von ihr zu ererbenden Reichtums war Anne bereits im Kindesalter eine begehrte Heiratskandidatin. Sie war insgesamt dreimal vermählt. Schon als etwa achtjähriges Mädchen wurde sie im Juni 1391 in Pleshey Castle in Essex in erster Ehe mit Thomas Stafford, 3. Earl of Stafford (* um 1368; † 1392) verheiratet. Die Ehe wurde wegen ihres kindlichen Alters nicht vollzogen und ihr erster Gatte starb bereits 1392, so dass aus dieser Beziehung keine Kinder hervorgingen.
In zweiter Ehe heiratete Anne um 1396 den Bruder ihres verstorbenen Mannes Edmund Stafford, 5. Earl of Stafford (* 1378; † 1403). Aus dieser Ehe stammten drei Kinder:
- Humphrey Stafford, 1. Duke of Buckingham (* 1402; † 1460) ⚭ Anne Neville, eine Enkelin von John of Gaunt.
- Anne († 1432) ⚭ Edmund Mortimer, 5. Earl of March, einen Urenkel von Lionel of Antwerp.
- Philippa starb früh.

Annes Eltern starben 1397 bzw. 1399, und auch der Tod ihres einzigen Bruders Humphrey, 2. Earl of Buckingham, erfolgte bereits 1399 sowie jener ihrer jüngeren drei Schwestern zwischen 1399 und 1402. So wurde Anne eine der größten Erbinnen Englands. 1399 erbte sie die Ländereien der erloschenen Earldoms von Buckingham, Hereford und Northampton sowie die feudalen Herrschaften von Brecknock und Holderness. Allerdings musste sie hart um den Besitz der ihr hinterlassenen Güter kämpfen. Sie beanspruchte beispielsweise als Erbin ihres Vaters jährliche Einkünfte von etwa tausend Pfund aus den Herrschaften Oakham und Holderness, doch König Heinrich IV. war verärgert über die 1380 erfolgte ungleiche Teilung des großen Erbes der Familie Bohun zwischen seiner eigenen Gattin Mary, die die jüngere Schwester von Eleanor de Bohun war, und Annes Mutter, so dass er Oakland und Holderness an andere Adlige verlieh. Auf Druck Heinrichs V. musste Anne schließlich in eine neue Erbteilung einwilligen, die den König stark begünstigte. Oakland kam erst 1414 und Holderness gar erst 1437 in ihren Besitz.
Anne war sehr fromm und pflegte eine langjährige, enge Freundschaft mit John Wyche († 1436), dem Prior von Llanthony Priory im heutigen Monmouthshire in Südost-Wales. Mit diesem Geistlichen unterhielt sie einen in englischer und französischer Sprache geführten Briefwechsel. Nachdem ihr zweiter Gemahl am 21. Juli 1403 in der Schlacht von Shrewsbury gefallen war, bezog sie aus der Stafford-Erbschaft ein jährliches Nettoeinkommen von über 1500 Pfund. Ihre Wiederverheiratung wollte König Heinrich IV. selbst in die Hand nehmen, da ihre Witwenländer in der Welsh March strategisch bedeutsam waren. Doch sehr bald nach dem Beginn ihrer zweiten Witwenschaft heiratete sie heimlich im Oktober 1403 in dritter Ehe William Bourchier (* um 1374; † 1420), ab 1419 Graf von Eu. Deshalb musste das Ehepaar dem König große Strafsummen zahlen, erhielt aber bald Vergebung.
Mit ihrem dritten Gatten, der sich verschiedentlich längere Zeit im Ausland aufhielt, bekam Anne mindestens fünf Kinder:
- Henry Bourchier, 1. Earl of Essex († 1483) ⚭ Isabel, die Schwester von Richard Plantagenet und Enkelin von Edmund of Langley.
- Thomas Bourchier (* um 1405; † 1486), er wurde unter anderen Erzbischof von Canterbury und Kardinal
- William Bourchier, 9. Baron FitzWarin (* um 1412; † vor 1469) ⚭ Thomasine Hankford, Baroness FitzWarin
- John Bourchier, 1. Baron Berners (* um 1415; † 1474), ⚭ Margerie Berners
- Eleanor Boruchier (* um 1417; † 1474) ⚭ John Mowbray, 3. Duke of Norfolk.

Anne starb am 16. Oktober 1438 im Alter von 55 Jahren. In ihrem kurz vor ihrem Tod verfassten Testament hatte sie sich rührend an einige ihrer treuen Dienstmänner erinnert. Gemäß ihrem letzten Willen wurde sie an der Seite ihres dritten Ehemanns in der Llanthony Priory beigesetzt.
Ihre Familie hatte in drei ältere Erblinien der Plantagenets sowie in eine der reichsten Familien Englands eingeheiratet. Anne und ihre Ehemänner hatten mit ihrer Heiratspolitik auch eine in den nächsten Generationen äußerst mächtige Familie geschaffen. Der bekannteste ihrer Nachkommen war ihr Urenkel Henry Stafford, 2. Duke of Buckingham, der vor und während der Regierungszeit Richards III. eine bedeutende, allerdings zweifelhafte Rolle spielte.